# 龜田站

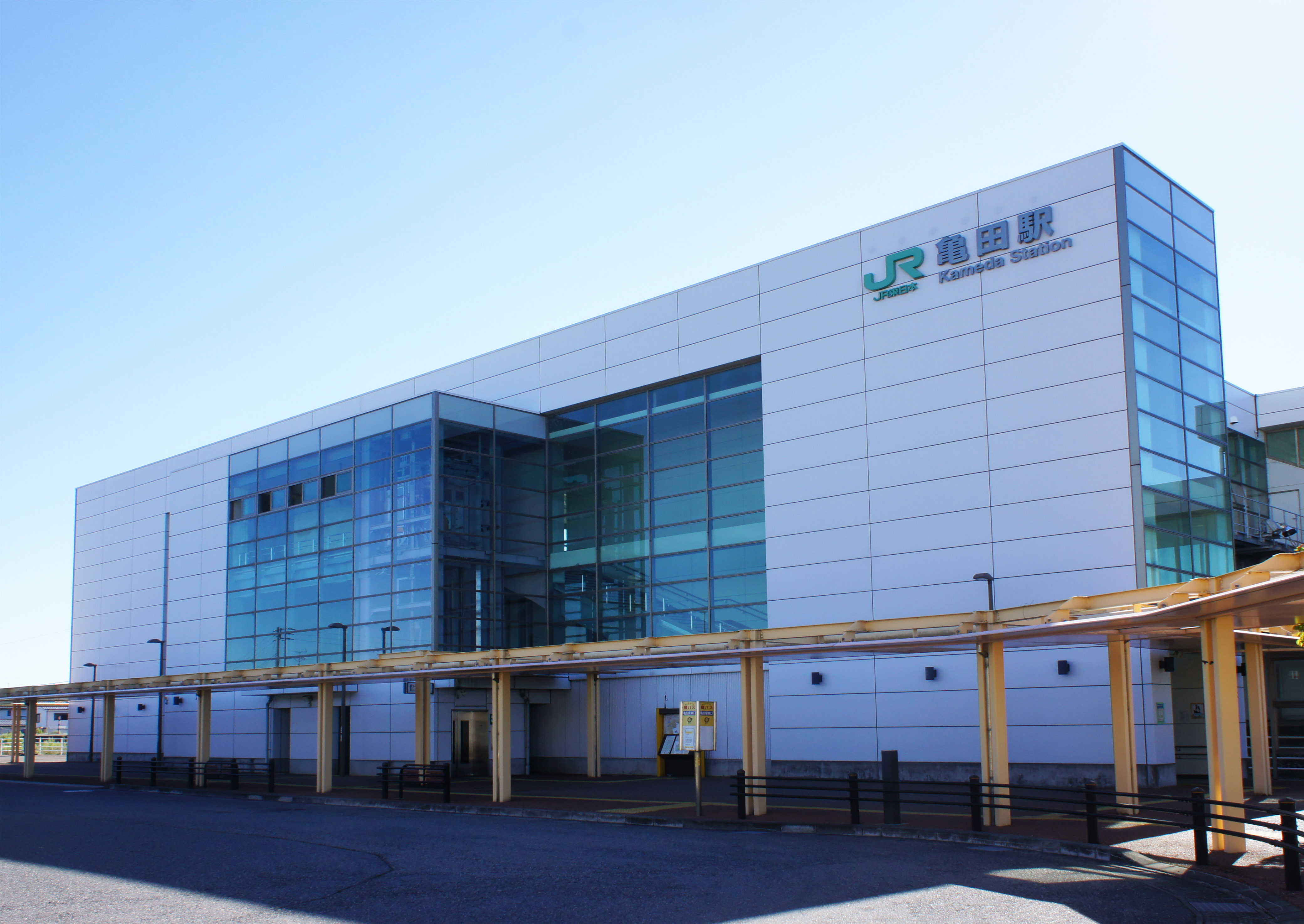
車站東口（2021年9月）

龜田站（日语：／ Kameda eki */?）是位於新潟縣新潟市江南區東船場一丁目1番1號，屬於東日本旅客鐵道（JR東日本）的信越本線車站。

## 歷史
- 1897年（明治30年）11月20日：北越鐵道沼垂站（日语：沼垂駅）至一之木戶站（現時為東三條站）之間開通，此站啟用[4]。
- 1907年（明治40年）8月1日：北越鐵道根據鐵道國有法（日语：鉄道国有法）而國有化。成為帝國鐵道廳（國鐵）車站[4]。
- 1951年（昭和26年）4月5日：信越本線（貨物支線）龜田站至萬代站（貨物站）之間開業[4]。
- 1957年（昭和32年）10月1日：信越本線（貨物支線）龜田站 - （石山信號站） - 大形站之間開業[4]。
- 1987年（昭和62年）
  - 1月18日：開設綠色窗口。[5]
  - 4月1日：伴隨國鐵分割民營化，車站由東日本旅客鐵道（JR東日本）營運[4]。
- 1999年（平成11年）10月：東出口車站大樓開始使用。
- 2004年（平成16年）
  - 5月22日：隨著建設跨站式站房，西出口開設臨時車站大樓。
  - 12月2日：引入自動閘機[6]。
- 2005年（平成17年）10月1日：跨站式站房啟用。
- 2006年（平成18年）1月21日：此站開始可以使用IC卡「Suica」[7]。
- 2017年（平成29年）4月1日：隨著成為業務委託車站，取消龜田站長，由新潟站長管理。

## 車站大樓的變遷

### 工程前的變遷
舊西出口車站大樓建於1928年（昭和3年）。隨時大樓日漸老化，加上大樓空間較小，此站周邊在1970年代中期起，於車站東邊開始發展住宅區。在1974年（昭和49年），向陽（現時為龜田向陽）內開設新潟向陽高等學校。在1980年代，龜田町（當時）都市公園「龜田公園」竣工。在1990年代，福利設施「新潟富愛廣場」計劃建設在新潟市川岸町（現時中央區），同時新潟明訓高等學校校舍也遷移至該處。使周邊居民和向陽高校的師生需經過平交道，導致經常發生人們非法橫過平交道而透成事故。車站東邊由於構造問題，因此車站東邊沒有出入口，導致來往車站東西兩邊的行人帶來不便。而在車站西出口的站道路一般縣道龜田停車場線由於車道狹隘，只有單線道。因此特別在早上和下午繁忙時間，該道路上經常人車爭路。在1980年代之後，JR新潟分社和龜田町常常收到市民請願，要求「龜田站加設東出口」「擴展站前道路」等訴求。當時，JR新潟分社和町表示將會重建車站大樓，可是由於車站位於一個較軟的地基，車站東邊的城市發展、住宅開發計劃一直沒有定案。

### 開設東出口

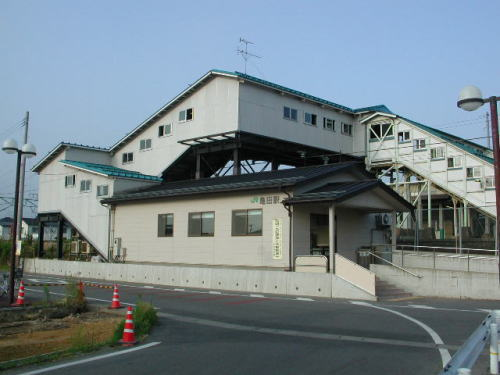
於1999年開設的舊車站東出口（2004年7月）

在1999年（平成11年）6月，東出口車站大樓暫時啟用。東出口是在跨線橋向東邊延伸，出口建設在路軌與町道之間的空間。建成後，使車站東邊的使用者得到一定程度的改善。但是，由於東出口是來自跨線橋的延伸部分，因此沒有閘外行人通道，行人不可使用車站內通道橫越東西兩方，加上站內通道沒有升降機和電梯等無障礙設施，輪椅使用者需要車站職員的求助才能使用車站。

### 跨站式站房與周邊工程

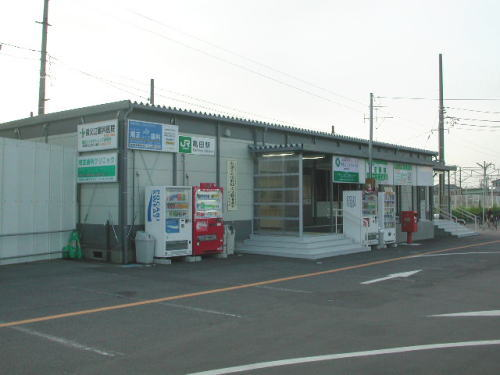
車站臨時西口（2004年7月）

後來，JR新潟分社、新潟縣和龜田町為了重建老化車站大樓和無障礙化為目標，並受到國土交通省「城鎮建設補助金」資助，開始了車站大樓重建和車站周邊地區工程計劃。在2004年（平成16年）4月，車站大樓與縣道的工程開始。後來龜田町在2005年（平成17年）3月21日編入至新潟市，這個工程由市繼承。在2007年（平成19年）4月1日，隨著新潟市成為政令指定都市，縣道的工程由縣改為由市繼承。車站大樓在重建前的月台配置中，從西邊起為1號月台（相對式月台）、2、3號月台（島式月台），共2面3線。當中2號月台是用作待避和折返之用，該月台已經停止使用。舊西出口車站大樓在5月22日後停止使用並撤走。同時西出口臨時建設一個由預製組件建成的臨時車站大樓。隨後，車站加建新跨線橋和東西兩方出入口。在2005年（平成17年）10月1日，新（現時）車站大樓暫時啟用。同時，舊2、3號月台中，2號月台被撤走並擴展。變成只有1號和3號的島式月台，直至現在。
在車站周邊工程中，建設於西出口附近的「龜田站前地域交流中心」在2007年（平成19年）4月1日啟用。第1、2層為多層停泊單車場、第3層為畫廊、會議室、「地域交流中心」，以及可處理住民基本台帐、戶籍、納稅等事項的「江南區公所龜田行政服務處」（於4月16日啟用）。在這個3層建築物中，第2層可連接車站閘外行人通道。
在車站大樓竣工後，新設了東西站前廣場、東出口側的市道和迴旋路。同時西出口一方的縣道也擴寬工程（龜田站西土地區畫整理事業]]）。在2008年（平成20年），東、西出口的站前廣場相繼竣工。隨後，西出口側連接縣道的工程也在2009年（平成21年）冬天全面竣工。
- JR龜田站周邊地區工程（國土交通省北陸地方整備局） （页面存档备份，存于）
- 龜田跨站式站房啟用（JR東日本新潟分社）PDF

## 車站構造
本站是地面車站（跨站式站房），設有1面2線的島式月台。此站是由新津站管理的業務委託車站，委托JR新潟Business負責車站業務。此站曾是直營車站（設有站長），只管理此站。本站的車站大樓是一座2層高的建築物。大堂與閘口位於第2層，設有4座自動閘機，所有閘機可使用交通系IC卡。其中1座更只可使用IC卡。在閘機旁設有有人閘口、綠色窗口、2座輕觸式自動售票機、便利店。此站設有無障礙設施，於閘內大堂與月台之設有升降機和上行電梯各一座，也設有多用途廁所。
閘外行人通道是由新潟市江南區建設課管理。原本車站只有西出口，在1999年（平成11年）開設東出口，在2005年（平成17年）現時的車站大樓竣工，新設閘外行人通道。此站設有無障礙設施，西、東出口各設有一座升降機和上下行電梯各一座。在閘口處設有周邊地圖。東西出口的站前廣場分別在2008年（平成20年）春天和2009年（平成21年）冬天竣工。閘口和月台上設有列車出發顯示表。

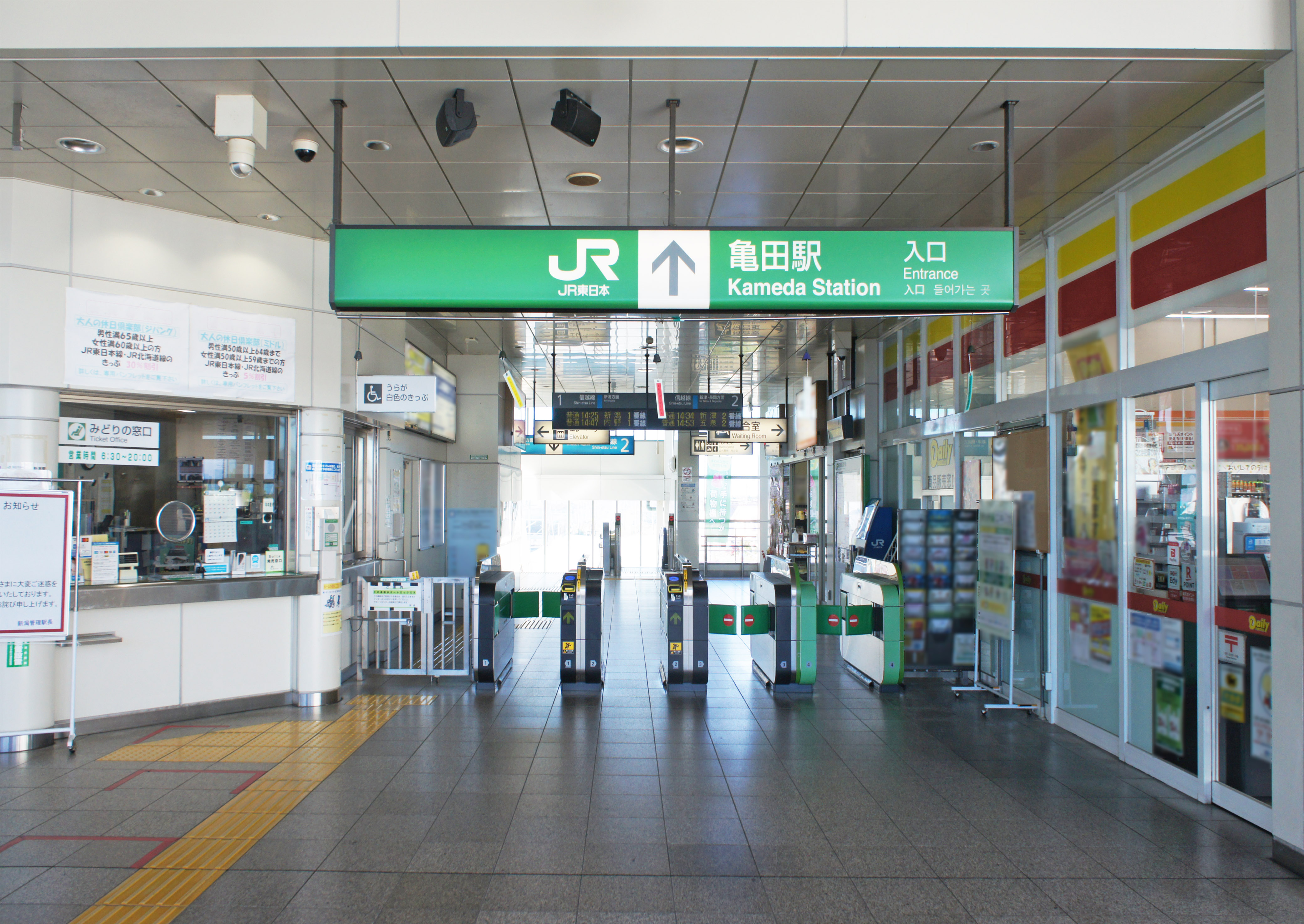
驗票閘口(2021年9月)
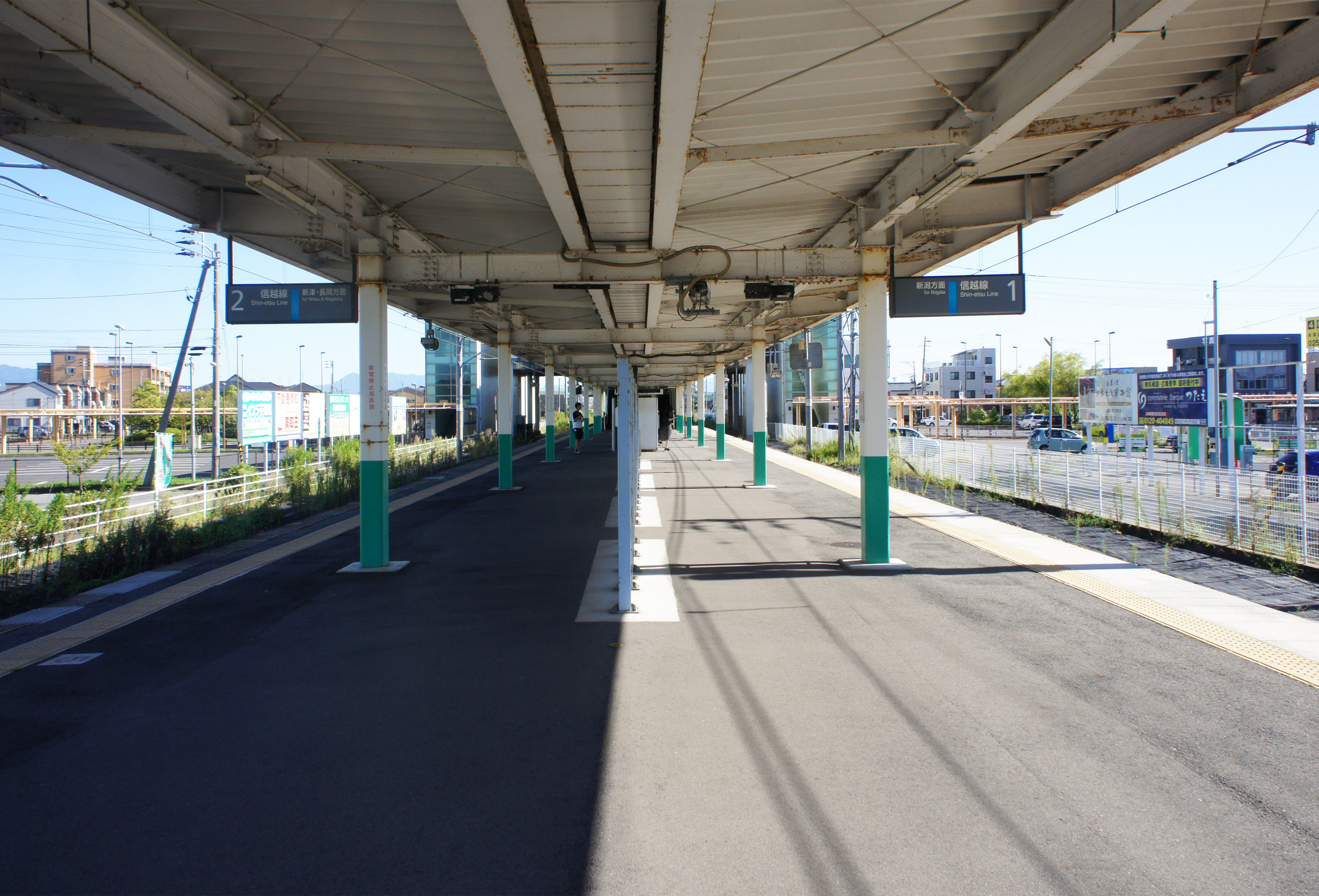
月台(2021年9月)
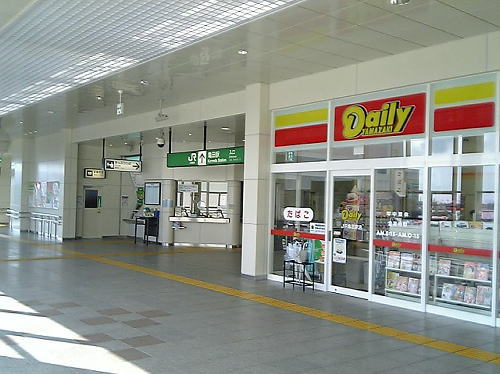
Daily Yamazaki（日语：デイリーヤマザキ）JR龜田站店
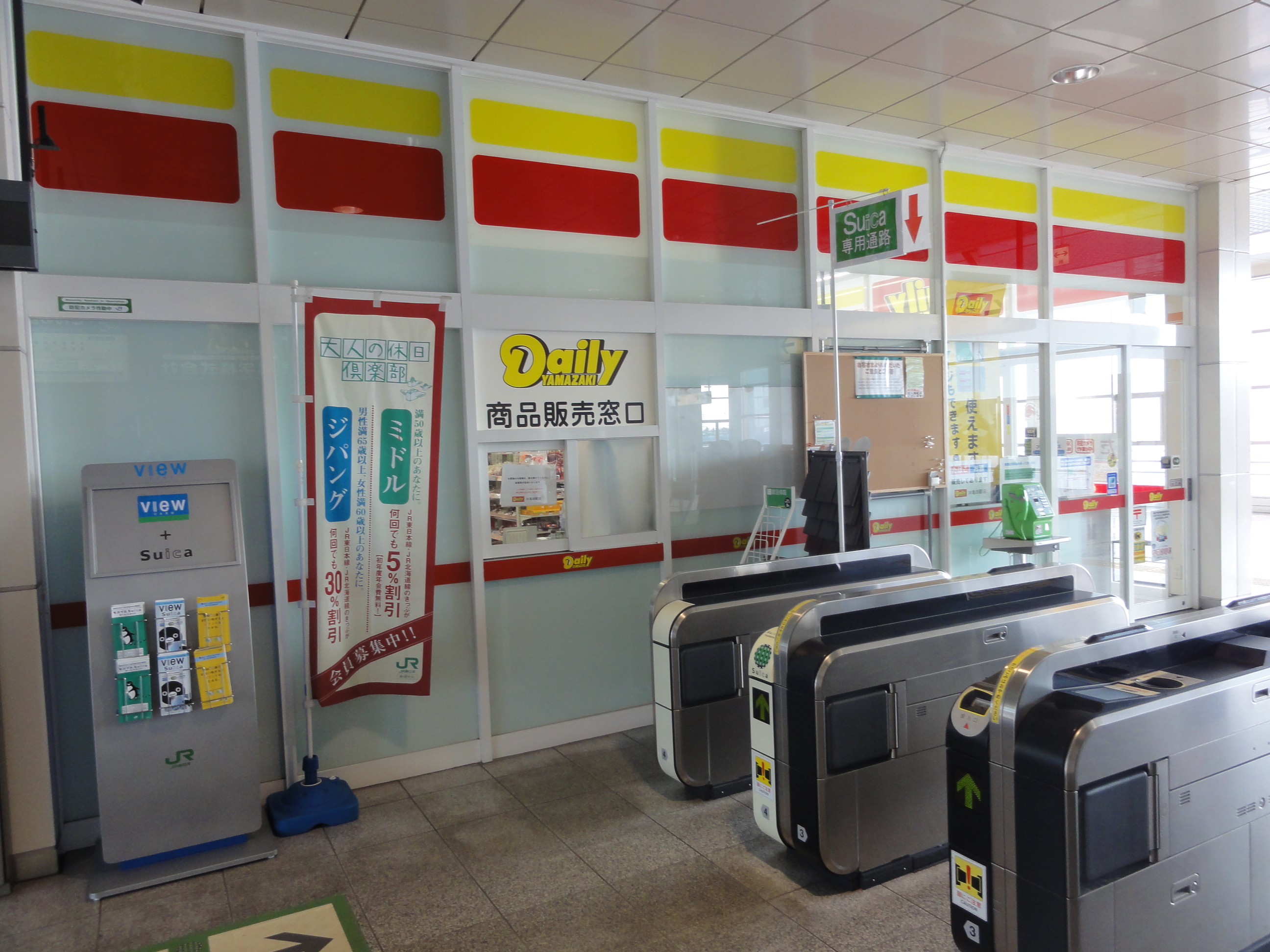
閘口內商品販賣櫃臺
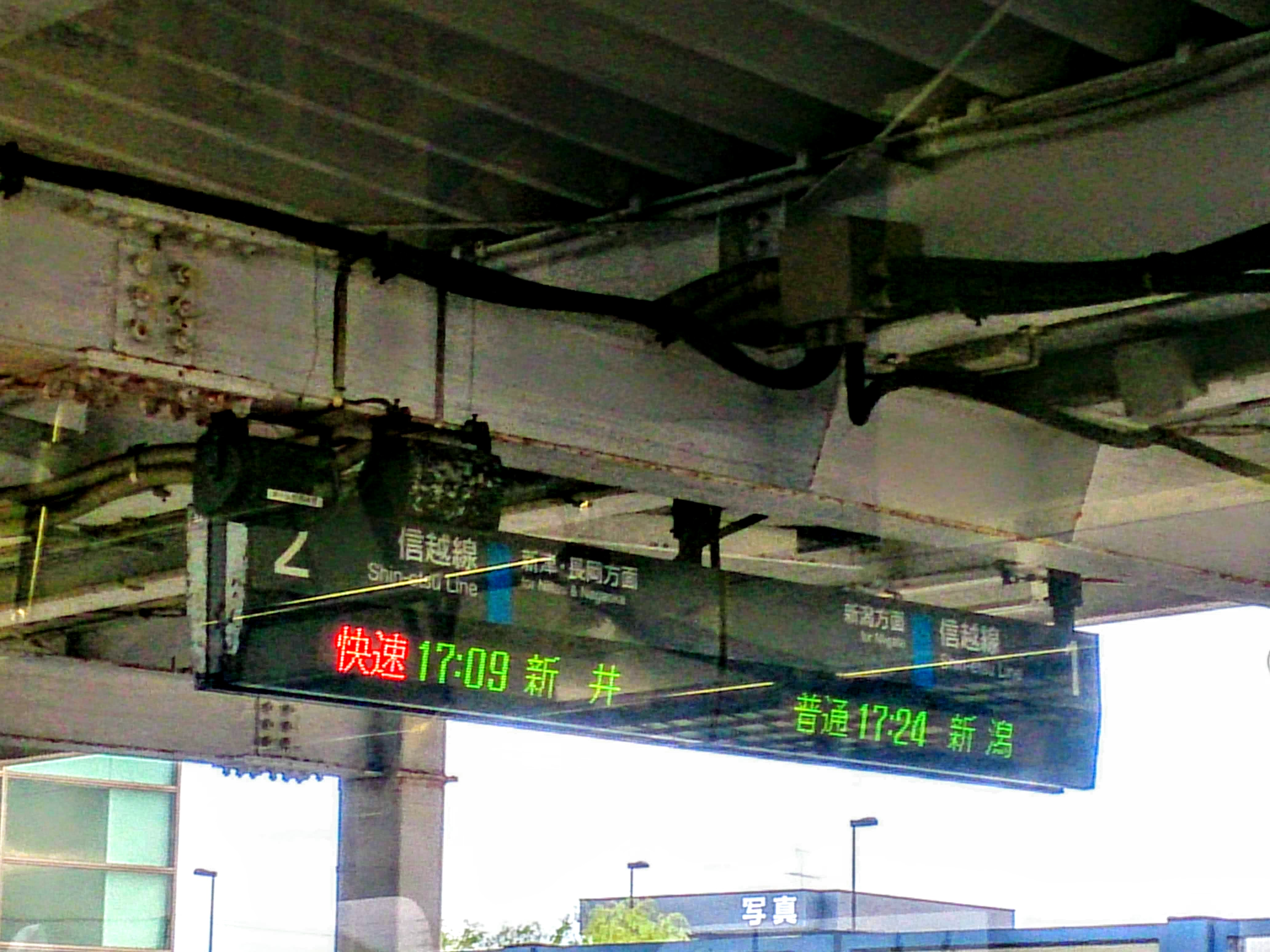
列車出發顯示表(2018年9月)
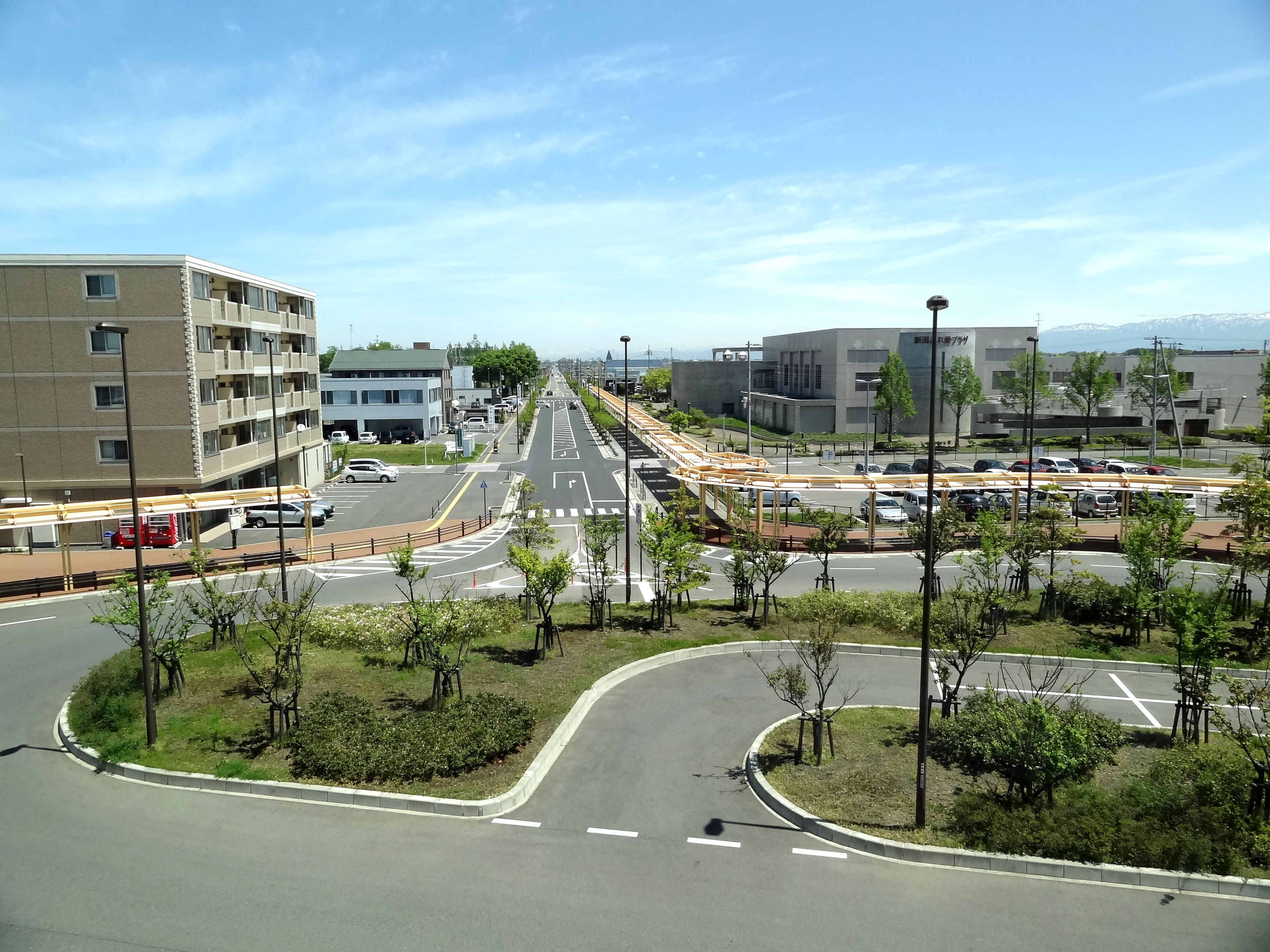
東出口站前廣場
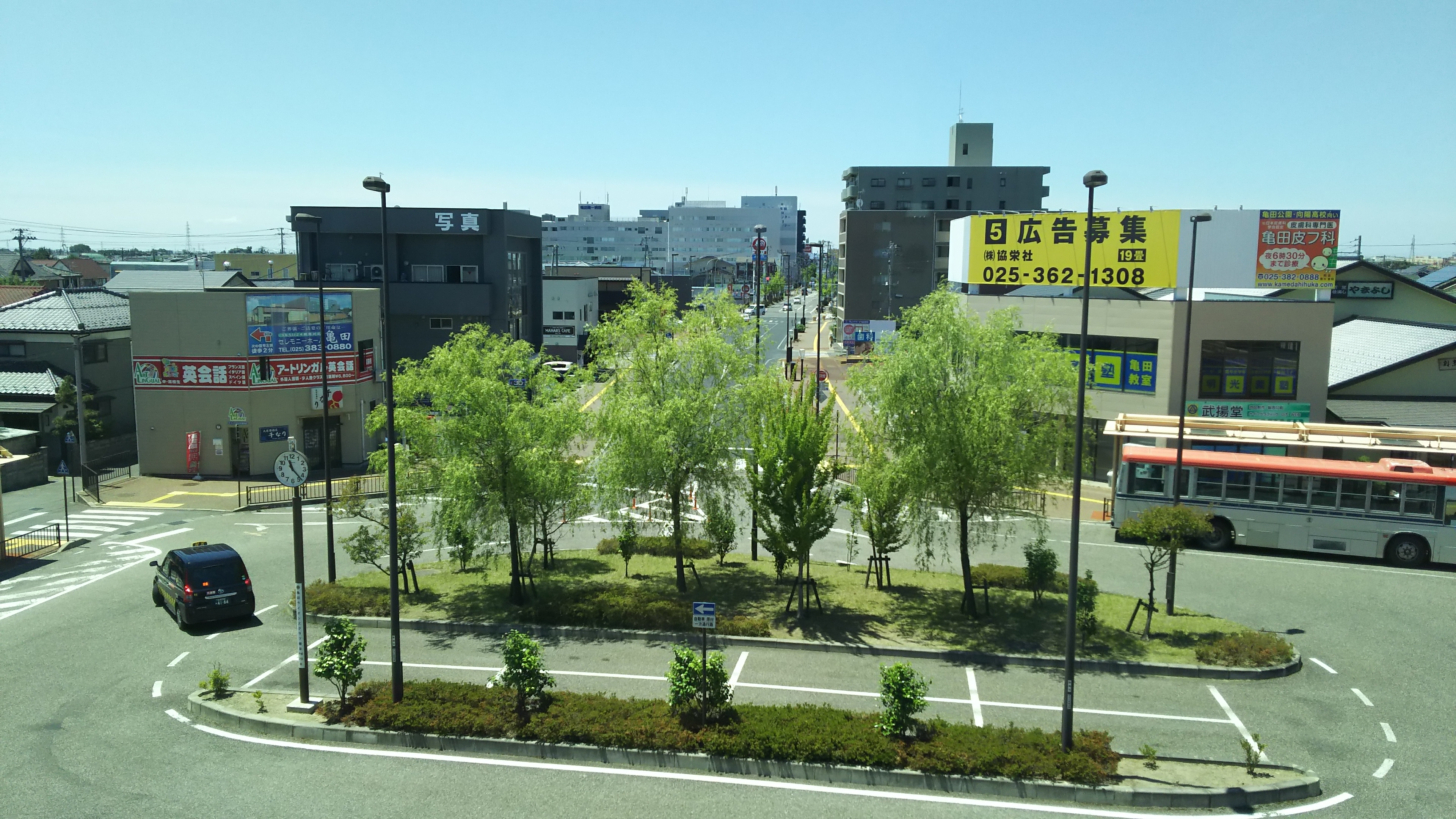
西出口站前廣場

### 龜田站前地域交流中心
在西出口第2層南邊設有行人通道直接連接新潟市江南區交流設施「新潟市龜田站前地域交流中心」第3層。該中心第3層為江南區公所龜田行政服務處（服務時間 平日9時至19時，處理文件至17時30分）、畫廊和多目途禮堂等公民館設施（開放時間 9時至22時，逢毎月第2個星期二，及12月29日至1月3日關閉），也設有廁所。在中心下層（1、2樓）設有免費立體停泊單車場，在第1層設有廁所和新潟縣警察江南警署龜田站前派出所。中心內設有使用被遺棄的單車的免費「江南區町中回遊租賃單車」服務

### 月台
| 月台 | 路線      | 上下行 | 方向           |
| ---- | --------- | ------ | -------------- |
| 1    | ■信越本線 | 下行   | 新潟方向       |
| 2    | ■信越本線 | 上行   | 新津、長岡方向 |

參考

## 使用狀況
在2019年度（令和元年度），1日平均乘車人次為5,234人。在新潟縣車站中，繼新潟站、長岡站、白山站排名第4位。
以下列出近年1日平均乘車人次：
| 乘車人次變化       | 乘車人次變化     | 乘車人次變化    |
| 年度               | 1日平均 乘車人次 | 參考資料        |
| ------------------ | ---------------- | --------------- |
| 2000年（平成12年） | 3,881            | [ 利用客数 2 ]  |
| 2001年（平成13年） | 3,837            | [ 利用客数 3 ]  |
| 2002年（平成14年） | 3,764            | [ 利用客数 4 ]  |
| 2003年（平成15年） | 3,767            | [ 利用客数 5 ]  |
| 2004年（平成16年） | 4,224            | [ 利用客数 6 ]  |
| 2005年（平成17年） | 4,609            | [ 利用客数 7 ]  |
| 2006年（平成18年） | 4,652            | [ 利用客数 8 ]  |
| 2007年（平成19年） | 4,776            | [ 利用客数 9 ]  |
| 2008年（平成20年） | 4,822            | [ 利用客数 10 ] |
| 2009年（平成21年） | 4,907            | [ 利用客数 11 ] |
| 2010年（平成22年） | 5,021            | [ 利用客数 12 ] |
| 2011年（平成23年） | 5,164            | [ 利用客数 13 ] |
| 2012年（平成24年） | 5,197            | [ 利用客数 14 ] |
| 2013年（平成25年） | 5,475            | [ 利用客数 15 ] |
| 2014年（平成26年） | 5,196            | [ 利用客数 16 ] |
| 2015年（平成27年） | 5,402            | [ 利用客数 17 ] |
| 2016年（平成28年） | 5,403            | [ 利用客数 18 ] |
| 2017年（平成29年） | 5,378            | [ 利用客数 19 ] |
| 2018年（平成30年） | 5,378            | [ 利用客数 20 ] |
| 2019年（令和元年） | 5,234            | [ 利用客数 1 ]  |

## 車站周邊

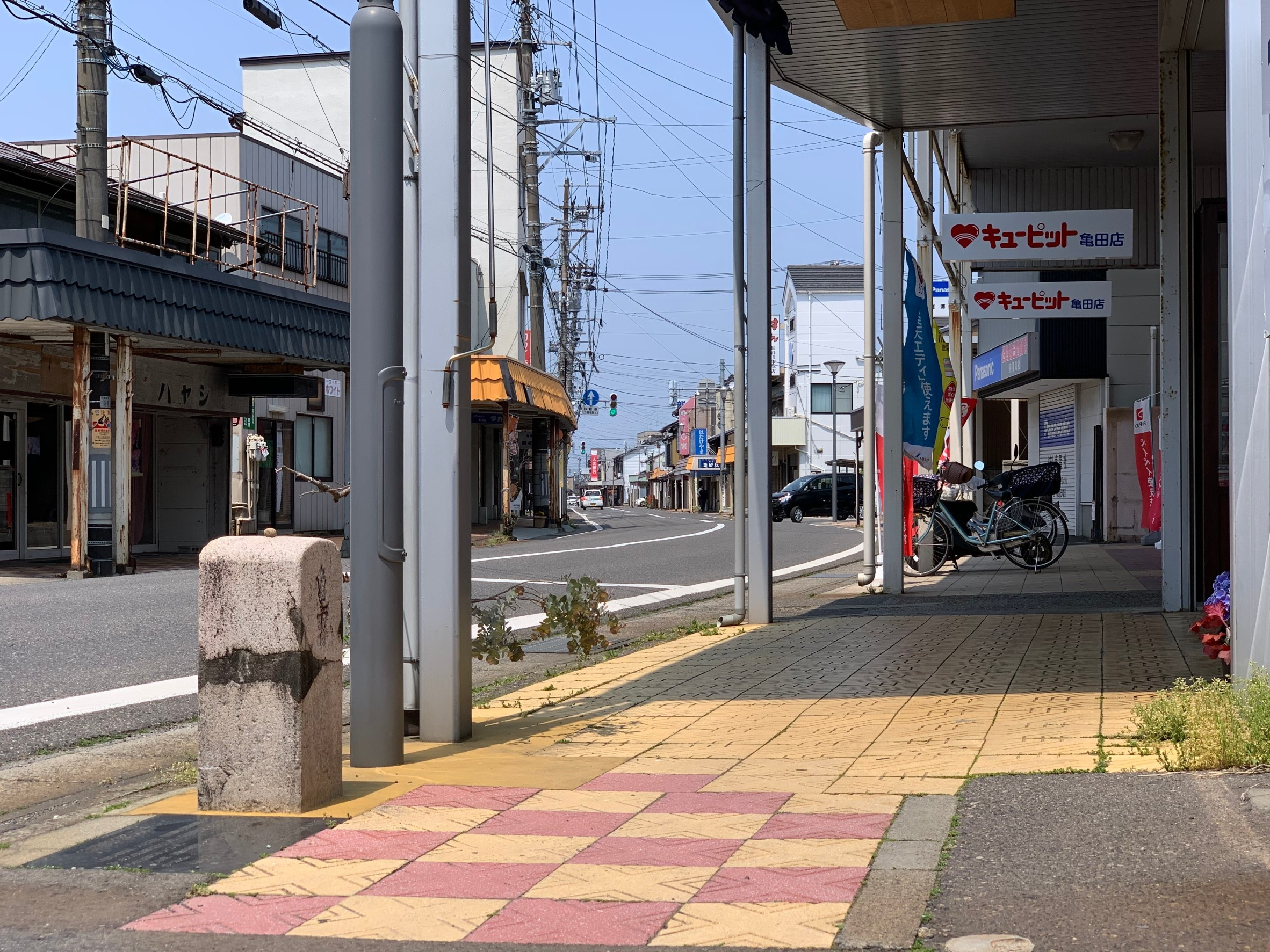
龜田本町的古老商店街（2020年5月）

### 西出口
在站前路口往西方向伸延的道路是新潟縣道16號新潟龜田內野線（通稱：龜田大通），在該路上設有多個路邊商店。
在同一路口往南方向伸延的道路是新潟縣道5號新潟新津線，在該路上的是古老的商店街。

### 東出口
在東出口附近設有新潟縣立新潟向陽高等學校、新潟明訓中學·高等學校、新潟縣立高等養護學校等教育機構，以及龜田公園和社福設施。

## 巴士路線

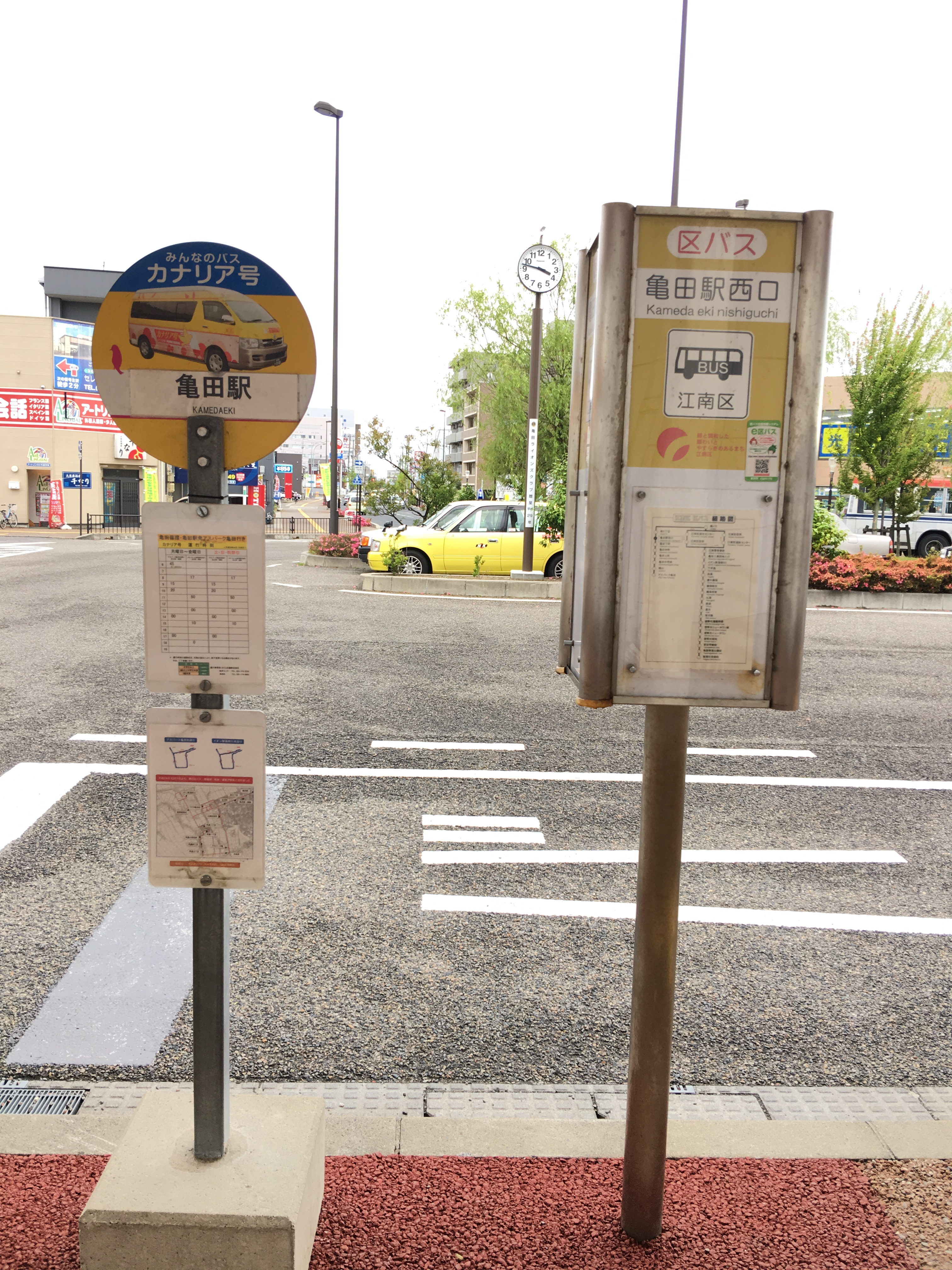
金絲雀號和區巴士巴士站（2017年6月，西出口）

截至2019年5月，車站東西出口迴旋路內設有區巴士、居民巴士巴士站，在西出口迴旋路內設有新潟交通集團（新潟交通和新潟交通觀光巴士）巴士站。
在站前設有由市、區內路線，前往茅野山、曾野木、新潟市民醫院方向的社區巴士「■ 江南區區巴士」（於西出口出發），前往茅野山、早通方向的社區巴士（合乘的士）「■ 金絲雀號」（於西出口出發），前往橫越地區方向的居民巴士「■ 橫巴士」（於東出口出發）。
新潟交通集團所有路線和區巴士路線都可使用IC卡「RYUTO」和Suica等全國10種交通系IC卡。另一方面，金絲雀號、橫巴士不可使用RYUTO、巴士卡及各種IC卡，但是各自設有出售回數票。
以下巴士路線資訊截至2019年5月。各路線的路線圖和時間表可參見以下連結：
- 「區巴士、住民巴士 - 新潟市江南區 （页面存档备份，存于）（日語）」
- 「不同路線的時間表（新潟交通） （页面存档备份，存于）（日語）」

### 西出口
所有經西出口的路線均駛入迴旋路內。要注意金絲雀號的巴士站名有所不同。
| 巴士站名                    | 方向           | 路線名稱                       | 路線編號、目的地 |
| --------------------------- | -------------- | ------------------------------ | --- |
| 龜田站西口 （新潟交通集團） | 郊外方向       | ■ S9 龜田、橫越線              | S90 經橫越 前往水原 S94 經橫越、澤海 前往新津站、秋葉區公所 S95 經橫越、澤海 前往京瀨營業所 S96 經二本木 前往新津站、秋葉區公所 S97 經龜田早通 前往酒屋車廠 |
| 龜田站西口 （新潟交通集團） | 郊外方向       | ■ S6 長潟線 （大江山地區巴士） | S63 大江山連絡所前 |
| 龜田站西口 （新潟交通集團） | 新潟市中心方向 | ■ S9 龜田、橫越線              | S90・S94・S95・S96・S97・S98 經山二 前往新潟站前、萬代城 |
| 龜田站西口 （新潟交通集團） | 新潟市中心方向 | ■ S6 長潟線 （大江山地區巴士） | S63 經鵜之子、南長潟、弁天橋 新潟站南出口 ※不駛入AEON Mall新潟南                                                                                            |
| 龜田站西口 （區巴士）       | 江南區內       | ■ 區巴士                       | 江01 經江南區公所、AEON Mall新潟南、下早通、丸潟、曾野木新城 前往新潟市民醫院 江01 經龜田仲町（龜田本町）、城山 前往Aspark龜田                              |
| 龜田站 （金絲雀號）         | 江南區內       | ■ 金絲雀號                     | 江58 江南區公所、Apita龜田店、AEON Mall新潟南、Aspark龜田、茅野山、早通方向 前往龜田站                                                                      |

在2017年3月25日起，新潟交通集團的巴士路線開始駛入迴旋路。在此之前，巴士只停西出口步行3分鐘，於站前路口附近的「龜田站前」巴士站。

### 東出口

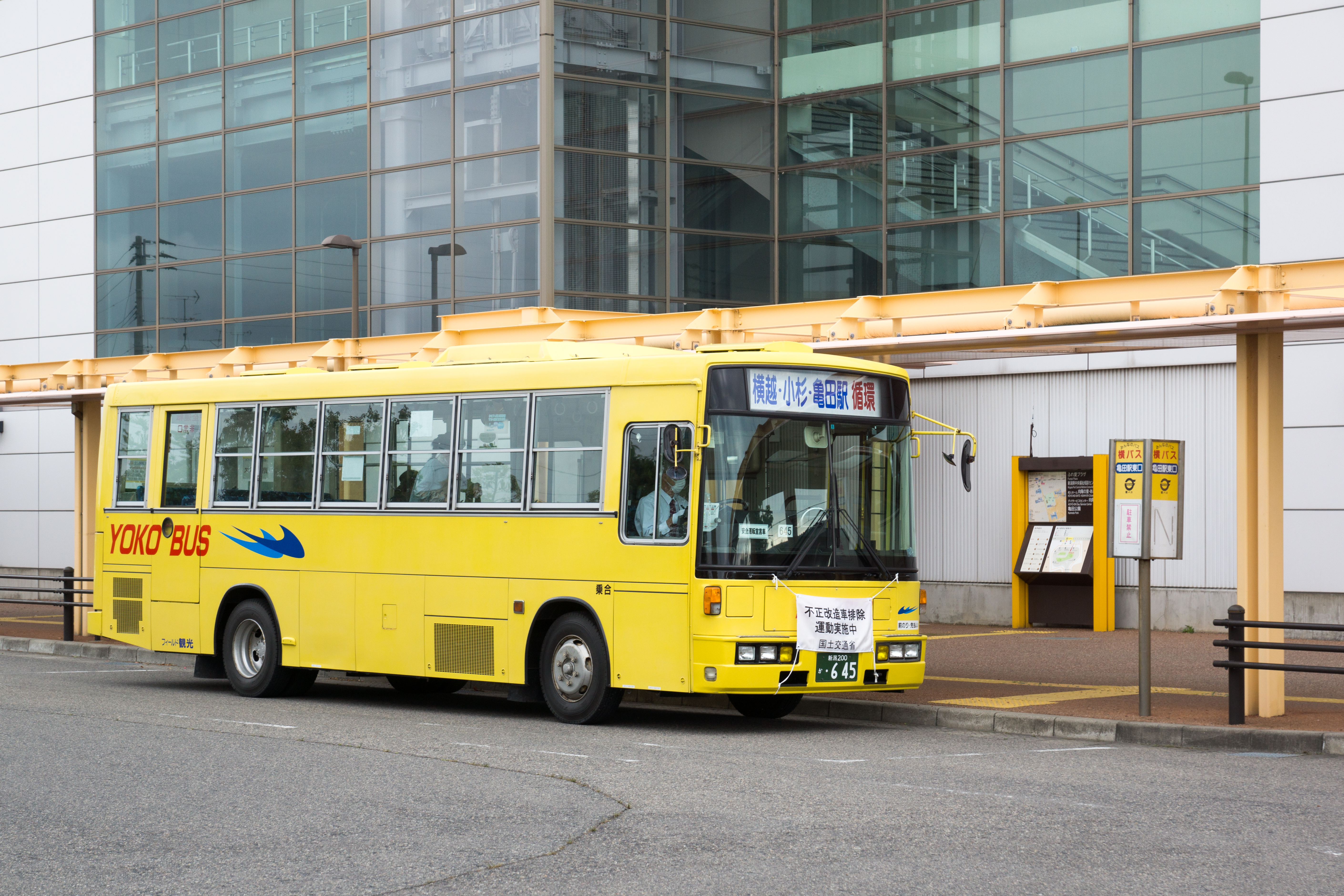
東出口停站中的「橫巴士」（2017年6月）

在東出口的巴士站中，只有在橫越地區內運行的居民巴士「橫巴士」，該巴士以龜田站東出口和區公所橫越出張所作為基點，開設循環路線前往横越、大江山地區住宅區和村落。龜田站巴士站位於迴旋路內，該巴士站設有前往北部的＜北路線＞。另一條路線為＜南路線＞，行走於橫越出張所、荻川站和地區南部。兩路線原則上可在「橫越出張所」轉乘。而轉乘時不需要額外車費。「橫巴士」只於平日和星期六服務，星期日、假日及年頭年尾暫停服務。
| 巴士站名              | 方向                 | 路線名稱 | 路線編號、目的地                                                                                                |
| --------------------- | -------------------- | -------- | --- |
| 龜田站東口 （橫巴士） | 江南區內（横越方向） | ■ 橫巴士 | 北路線 經鶯鎮、藏岡、小杉、橫越、茜丘 前往龜田站 循環線 北路線 經鶯鎮、茜丘、橫越、小杉、藏岡 前往龜田站 循環線 |

現時進行中的「新潟站周邊連續立體化工程」中，由於工程而安排的JR代行巴士於東出口出發。

## 相鄰車站
東日本旅客鐵道
■信越本線
■快速
新津－龜田－（下行部分列車停越後石山）－新潟
□快速「阿賀野」（下行停站）、■普通
荻川－龜田－越後石山

## 注腳

### 使用狀況
1. 1 2  . 東日本旅客鉄道.   [2020-07-13]. （原始内容存档于2020-07-10） （日语）.
2. ↑  . 東日本旅客鉄道.   [2019-04-06]. （原始内容存档于2019-03-28） （日语）.
3. ↑  . 東日本旅客鉄道.   [2019-04-06]. （原始内容存档于2019-03-28） （日语）.
4. ↑  . 東日本旅客鉄道.   [2019-04-06]. （原始内容存档于2019-03-28） （日语）.
5. ↑  . 東日本旅客鉄道.   [2019-04-06]. （原始内容存档于2019-03-28） （日语）.
6. ↑  . 東日本旅客鉄道.   [2019-04-06]. （原始内容存档于2019-03-28） （日语）.
7. ↑  . 東日本旅客鉄道.   [2019-04-06]. （原始内容存档于2019-03-28） （日语）.
8. ↑  . 東日本旅客鉄道.   [2019-04-06]. （原始内容存档于2019-03-28） （日语）.
9. ↑  . 東日本旅客鉄道.   [2019-04-06]. （原始内容存档于2019-03-28） （日语）.
10. ↑  . 東日本旅客鉄道.   [2019-04-06]. （原始内容存档于2019-03-28） （日语）.
11. ↑  . 東日本旅客鉄道.   [2019-04-06]. （原始内容存档于2019-03-28） （日语）.
12. ↑  . 東日本旅客鉄道.   [2019-04-06]. （原始内容存档于2019-03-28） （日语）.
13. ↑  . 東日本旅客鉄道.   [2019-04-06]. （原始内容存档于2019-03-28） （日语）.
14. ↑  . 東日本旅客鉄道.   [2019-04-06]. （原始内容存档于2019-03-28） （日语）.
15. ↑  . 東日本旅客鉄道.   [2019-04-06]. （原始内容存档于2019-03-28） （日语）.
16. ↑  . 東日本旅客鉄道.   [2019-04-06]. （原始内容存档于2019-03-28） （日语）.
17. ↑  . 東日本旅客鉄道.   [2019-04-06]. （原始内容存档于2019-03-23） （日语）.
18. ↑  . 東日本旅客鉄道.   [2019-04-06]. （原始内容存档于2019-03-28） （日语）.
19. ↑  . 東日本旅客鉄道.   [2019-04-06]. （原始内容存档于2019-03-21） （日语）.
20. ↑  . 東日本旅客鉄道.   [2019-07-16]. （原始内容存档于2019-07-05） （日语）.

## 外部連結
- 車站資訊（龜田）：東日本旅客鐵道（日語）
- 設施資訊 - 新潟市 江南區 （页面存档备份，存于）（日語）
- 新潟市龜田站前地域交流中心 （页面存档备份，存于）（日語）